# Muziekcultuur op internet
Muziekcultuur op internet heeft, als onderdeel van de digitale revolutie, een ontwikkeling doorgemaakt die gekenmerkt wordt door de opmars van de mp3. Met het internet is er verandering gekomen in de verkoop van geluidsdragers, de muziekjournalistiek, de marketing en de promotie.

## Downloaden
De digitale revolutie is met name in het voordeel gebleken van de onafhankelijke muziek, omdat deze doorgaans niet via mainstream kanalen onder de aandacht komt. De major labels daarentegen verloren marktaandeel door de digitale revolutie.
Eind jaren 90 van de vorige eeuw ontstonden de eerste mp3-zoekprogramma's, waarmee illegaal muziek te downloaden was vanaf andere computers. Napster, Kazaa, Limewire en Soulseek kwamen op. Later kwam er ook nog het torrent downloaden bij. Als gevolg hiervan stortte de cd-verkoop drastisch in elkaar en verdwenen de meeste muziekwinkels uit het straatbeeld. De enkelen die overbleven verbreedden hun markt door ook dvd's en games te gaan verkopen of specialiseerden zich in vinyl of tweedehands.
Bol.com en Amazon.com als onderdeel van e-commerce zijn online winkels waar zowel de traditionele dragers als ook de downloads te koop zijn. Na de eerste golf van illegale muziekdistributie en e-commerce krijgt de commerciële markt gaandeweg ook meer positie door de opkomst van iTunes en sites als mp3.com.
In tegenstelling tot de daling van de verkoop van cd's bleef de verkoop van vinyl ongeveer gelijk en werd merchandise (T-shirts) juist populairder in aanschaf. Ook stegen de bezoekersaantallen van live-optredens en festivals.

## Media
Internet had ook effect op de media. Traditionele magazines kregen concurrentie van speciaal op muziek gerichte webzines en weblogs. In het Engelse taalgebied is Pitchfork Media de grootste website op het gebied van onafhankelijke muziek en kan zich qua impact meten met gerenommeerde bladen als Rolling Stone en NME. Kleinere Engelstalige webzines zijn Drowned in Sound, Prefix en het langst lopende internettijdschrift Perfect Sound Forever. Ook vakbladen gericht op de muzikanten zelf (gitaarmagazines, drummagazines, etc) hebben heden ten dage concurrenten op het internet.
In Nederland vervult VPRO's 3VOOR12 de meest prominente rol als nieuwsbron. Daarnaast zijn er nog enkele kleinere webzines als Kindamuzik en 8weekly. In België zijn er Goddeau, Kwadratuur en Digg*.
Naast de gespecialiseerde muziekwebzines hebben ook de algemene media sites als NU.nl een eigen muziekafdeling.
Allmusic is een site die informatie verspreidt over bands. Discogs is de grootste online informatiebron met technische informatie over de lijst van muzikanten, producers, mixage etc. over ongeveer anderhalf miljoen albums. Biografieën, discografieën en genre-specificaties. Eerder was er ook Epitonic, maar die is heden ten dage minder actief. Amazon gebruikt in zijn productomschrijvingen de AllMusic-biografieën van de muzikanten. MCN - die de OOR's Pop-encyclopedies meeproduceert - publiceert tevens een online encyclopedie van Nederlandse acts die naar hun beoordeling relevant genoeg zijn om opgenomen te worden.

## Sociale media
De opkomst van socialemediasites als MySpace, Facebook en Twitter werden voor bands een belangrijk platform als vorm van direct marketing. Op die manier kan elke band op goedkope wijze vrij informatie verspreiden zonder daarbij afhankelijk te zijn van tijdschriften, radio en televisie.

## YouTube en podcasts
YouTube kwam op en werd massaal gebruikt om amateurfilmpjes te verspreiden van liveoptredens, backstage-impressies, interviews. Vaak geplaatst door fans uit bewondering, maar ook vaak door de bands zelf als vorm van directe en snelle promotie. Een aantal artiesten werd beroemd door opvallende presentaties via dit medium, zoals de Nederlandse artieste Esmée Denters en de Amerikaanse gitaarvirtuoos Andy McKee.
Podcasting komt op als deelvervanging van radio-uitzendingen; radioprogramma's kunnen hiermee on demand worden beluisterd vanaf internet. Narrowcasting en audiostreams zijn tevens nieuwe ontwikkelingen.

## Overig
Garageband en Sellaband zijn sites ter promotie van onbekende artiesten zonder platencontract. Last.fm is een site die luistergedrag van ingeschreven mensen registreert en tips geeft over verwante muziek. MusicMeter is een Nederlandstalige website waar muziekliefhebbers met elkaar over muziek kunnen discussiëren. Met Ping lanceert Apple in september 2010 via de nieuwe iTunes versie 10 een discussieplatform voor muziekliefhebbers.